# Rien ne vaut la douceur du foyer
Rien ne vaut la douceur du foyer (No Place Like Home) est un roman policier américain de Mary Higgins Clark publié en 2005.
La traduction française par Anne Damour paraît la même année à Paris aux éditions Albin Michel.

## Résumé
Elle s'était jurée de ne jamais revenir à Mendham. De ne jamais revoir la maison où sa mère était morte, où elle l'avait tuée. Bien sûr, elle n'était qu'une enfant et c'était un accident, mais pour beaucoup, Liza Barton est une criminelle. 
Vingt-quatre ans plus tard, Liza, devenue Célia, mère d'un petit garçon, connaît enfin le bonheur. Jusqu'au jour où Alex, son mari, à qui elle n'a jamais rien dit, lui fait une surprise en lui offrant une maison dans le New-Jersey...Mendham, la maison de son enfance. En guise de bienvenue, ils trouvent cette inscription, en lettres rouge sang : « Danger ! ». Quelqu'un connaît la véritable identité de Célia et tente de lui faire endosser un nouveau crime. Tandis qu'elle essaie désespérément de prouver son innocence, le vrai tueur, dans l'ombre, guette ses proies...  

## Adaptation télévisée
- 2017 : Rien ne vaut la douceur du foyer de Laurent Jaoui[1]